# Rotmoos-Käfertal
Rotmoos-Käfertal este o arie protejată (arie specială de conservare — SAC, sit de importanță comunitară — SCI) din Austria întinsă pe o suprafață de 168,74 ha, integral pe uscat.

## Localizare
Centrul sitului Rotmoos-Käfertal este situat la coordonatele 47°07′29″N 12°47′09″E / 47.1247°N 12.7858°E.

## Înființare
Situl Rotmoos-Käfertal a fost declarat sit de importanță comunitară în aprilie 2000 pentru a proteja un număr necunoscut de specii din flora spontană și fauna sălbatică aflate în arealul zonei. Situl a fost protejat și ca arie specială de conservare în februarie 2003.

## Biodiversitate
Situată în ecoregiunea alpină, aria protejată conține 9 habitate naturale: Râuri de munte și vegetația erbacee de pe malurile acestora, Pajiști alpine și subalpine calcaroase, Formațiuni ierboase bogate în specii de Nardus, dezvoltate pe substraturi silicioase în zone montane (și în zone submontane, în Europa continentală), Depresiuni pe substraturi de turbă de Rhynchosporion, Mlaștini alcaline, Grohotișuri calcaroase și de șisturi calcaroase de la nivelul montan până la nivelul alpin (Thlaspietea rotundifolii), Pante stâncoase calcaroase cu vegetație casmofită, Păduri aluvionare cu Alnus glutinosa și Fraxinus excelsior (Alno-Padion, Alnion incanae, Salicion albae), Păduri acidofile de Picea de la nivel montan la nivel alpin (Vaccinio-Piceetea).
La baza desemnării sitului se află un număr nedeclarat de specii protejate.
Pe lângă speciile protejate, pe teritoriul sitului au mai fost identificate 4 specii de plante, 25 de specii de păsări, 1 specie de amfibieni, 6 specii de nevertebrate, 1 specie de reptile.